# Paule Gauthier
 (septembre 2016).
Si vous disposez d'ouvrages ou d'articles de référence ou si vous connaissez des sites web de qualité traitant du thème abordé ici, merci de compléter l'article en donnant les références utiles à sa vérifiabilité et en les liant à la section « Notes et références ».
Pour les articles homonymes, voir Gauthier.
Paule Gauthier est une avocate et administratrice québécoise née à Joliette en 1943 et morte le 20 septembre 2016 à Québec.

## Biographie
Paule Gauthier graduée en immatriculation de l'Institut Maria de Québec s'est mérité la médaille du Lieutenant-gouverneur en 1959. Elle a obtenu un baccalauréat ès arts du Collège Jésus-Marie de Sillery en 1963 et un diplôme de droit de l'Université Laval en 1966. Elle a été reçue au Barreau du Québec en 1967 et a terminé sa maîtrise en droit commercial à l'université Laval en 1969.
Dès 1984, elle devient membre du cabinet d'avocats Stein Monast,.
Paule Gauthier était membre du Comité d'arbitrage du Conseil canadien pour le commerce international. 
Elle a été administratrice de la Banque royale du Canada, de la Compagnie Trust Royal, Rothmans inc., de Metro Inc., de IBM Canada, de Rothmans Inc. et du Collège militaire royal du Canada. À partir de 2002, Paule Gauthier siégea sur le conseil d'administration du constructeur d'oléoducs TransCanada.
De 1996 à 2005, Paule Gauthier a été à la tête du Comité de surveillance des activités de renseignement de sécurité. Le docteur Arthur Porter a occupé le même poste de 2010 à 2011.
Paule Gauthier a été nommée consule générale (honoraire) de Suède en octobre 1994. Elle a été présidente de l'Association du Barreau canadien de 1992 à 1993 et membre associée de l'Association du barreau américain. 
Elle a également été présidente du Conseil (2002 à 2006) et directrice (2006 à 2009) des Hautes études internationales de l’Université Laval (HEI). Elle était présidente de la Fondation de La Maison Michel-Sarrazin et s'impliquait auprès de la Fondation de l'Orchestre symphonique de Québec, de la Fondation du Musée national des beaux-arts du Québec et de la Fondation de l'Université Laval.
Me Gauthier a créé en 1996 le Fonds Paule-Gauthier pour soutenir l’excellence des aspects juridiques de la gouvernance d’entreprise et des services financiers.

## Honneurs et récompenses
- 1984 : Membre du Conseil privé de la Reine pour le Canada, puis Conseillère de la Reine[3].
- 1990 : Officière de l'Ordre du Canada
- 2001 : Officière de l’Ordre national du Québec
- 2001 : Officière de l’Ordre royal de l'Étoile polaire
- 2008 : Commandeure de l’Ordre royal de l’Étoile polaire.

### Récompenses
- 2015 : Prix Arts et Affaires de la Chambre de commerce et d’industrie de Québec – Mécène pour son soutien à la Fondation du Musée des beaux-arts du Québec.